# Pasteurs Taggecko
Pasteurs Taggecko (Phelsuma pasteuri nach Georges Pasteur) ist ein Reptil aus der Familie der Geckos. Wie alle Geckos der Gattung Phelsuma ist er tagaktiv. Der früher als Unterart zur Art Phelsuma v-nigra gezählte Taggecko ist auf der Insel Mayotte endemisch.

## Merkmale
Pasteurs Taggecko erreicht eine Gesamtlänge von ca. 11,5 cm und eine Kopf-Rumpf-Länge von 5,3 cm. Die Weibchen sind „Eileger“ und nicht wie einige Arten der Gattung „Eikleber“, die ihre Eier an Pflanzen festkleben können. Die Körperfarbe ist hellgrün, der Rücken ist orange gefleckt und im Gesicht befinden sich zwischen den Augen drei orange U-förmige Streifen. Die Augen sind gelb umrandet. Pasteurs Taggecko ist auch durch seinen breiten, blauen Streifen am Nacken zu erkennen. Teilweise ist auch der Schwanz leicht blau pigmentiert. Seine Bauchseite ist weiß, teilweise leicht gelblich.

## Verbreitung

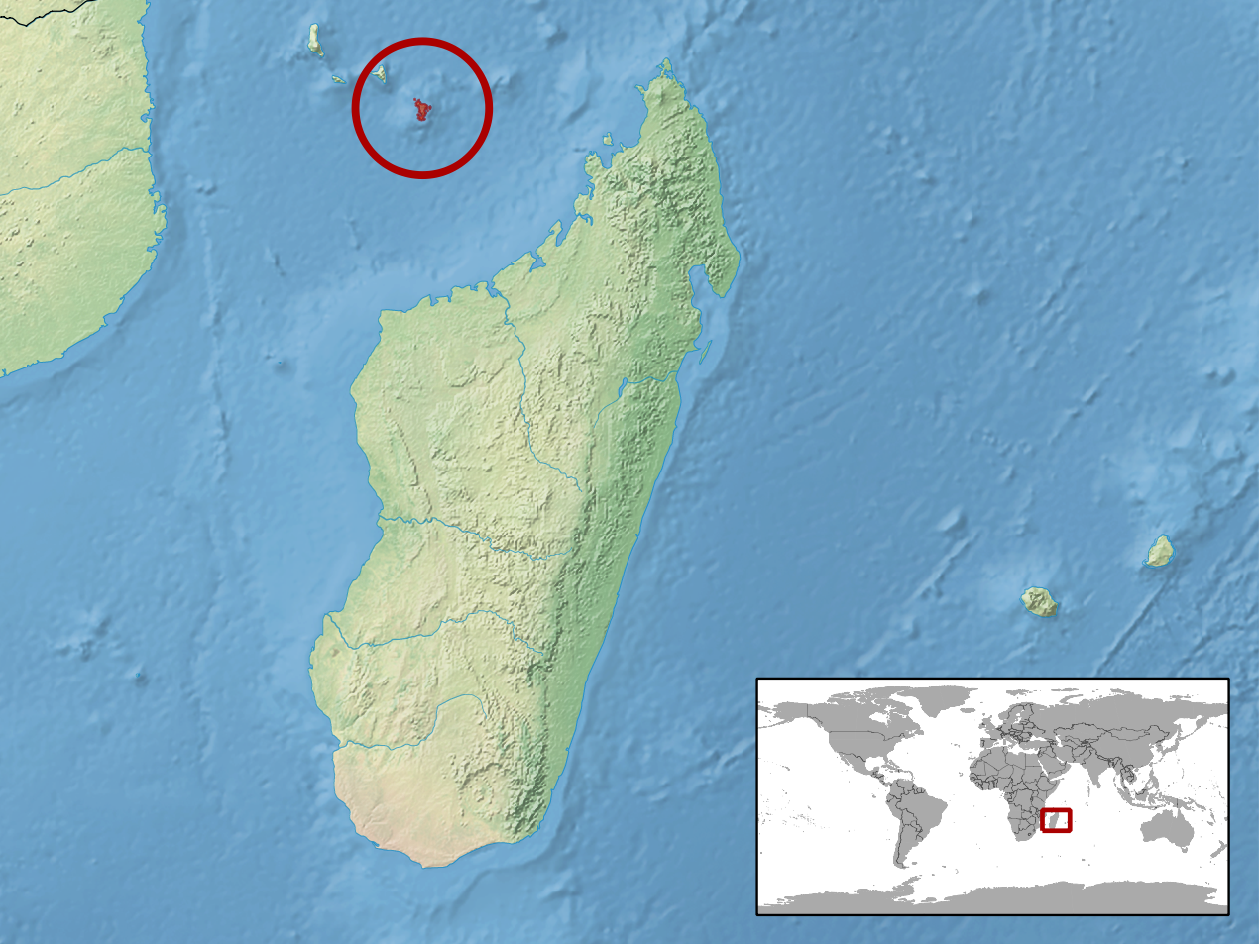
Verbreitungsgebiet nach IUCN

Pasteurs Taggecko ist in Bäumen und Büschen auf der Komoreninsel Mayotte zu finden. Dort hält er sich meistens an dünnen Ästen und Zweigen auf. Das Klima auf Mayotte unterliegt keinen deutlichen jahreszeitlichen Schwankungen und ist daher ganzjährig feuchtwarm bei einer Durchschnittstemperatur von etwa 25 °C.

## Nahrung
Dieser Taggecko ernährt sich, wie auch alle anderen Arten der Gattung, hauptsächlich von verschiedenen Insekten und pflanzlicher Nahrung, wie Nektar und Pollen.

## Systematik
Pasteurs Taggecko wurde als Phelsuma v-nigra pasteuri lange Zeit zu den Unterarten von Phelsuma v-nigra gezählt. Es besteht jedoch eine Kreuzungsbarriere zu den anderen drei Unterarten von Phelsuma v-nigra, so dass diesem Taggecko schließlich der Status als eigene Art Phelsuma pasteuri zuerkannt wurde. Zusammen mit P. v-nigra,  P. robertmertensi und  P. laticauda wird Pasteurs Taggecko zur Phelsuma laticauda-Gruppe innerhalb der Taggeckos zusammengefasst. Diese verwandtschaftliche Gruppe ist monophyletisch.